# За межами закону
За межами закону (англ. Beyond the Law) — американська кримінальна драма 1993 року.

## Сюжет
Колишній поліцейський Ден Саксон, що переживає особисту кризу, отримує шанс реабілітуватися і перемогти своїх внутрішніх демонів. Йому дають секретне завдання — викрити банду байкерів, що торгують наркотиками і зброєю. Для цього Дену потрібно стати байкером. Але для того, щоб повністю влитися в банду, йому необхідно буде переступити закон.

## У ролях
| Актор            | Роль                    |
| ---------------- | ----------------------- |
| Чарлі Шин        | Деніел «Ден» Саксон     |
| Лінда Фіорентіно | Рене Джейсон            |
| Майкл Медсен     | Блад                    |
| Кортні Венс      | Конрой Прайс            |
| Леон Ріппі       | Вергілій                |
| Денніс Берклі    | Отміл                   |
| Ліндсей Рідделл  | Мерібетт Джейсон        |
| Ріно Тандер      | Богус Чарлі             |
| Ріп Торн         | заступник Бутч Прескотт |
| Ларрі Фергюсон   | шериф Келлі             |